# Radio-Télévision nationale congolaise
Radio-Télévision nationale congolaise, nota anche con l'acronimo RTNC, è l'ente radiotelevisivo pubblico della Repubblica Democratica del Congo. Trasmette dalla capitale Kinshasa in francese, kikongo, lingala, swahili, tshiluba.

## Storia

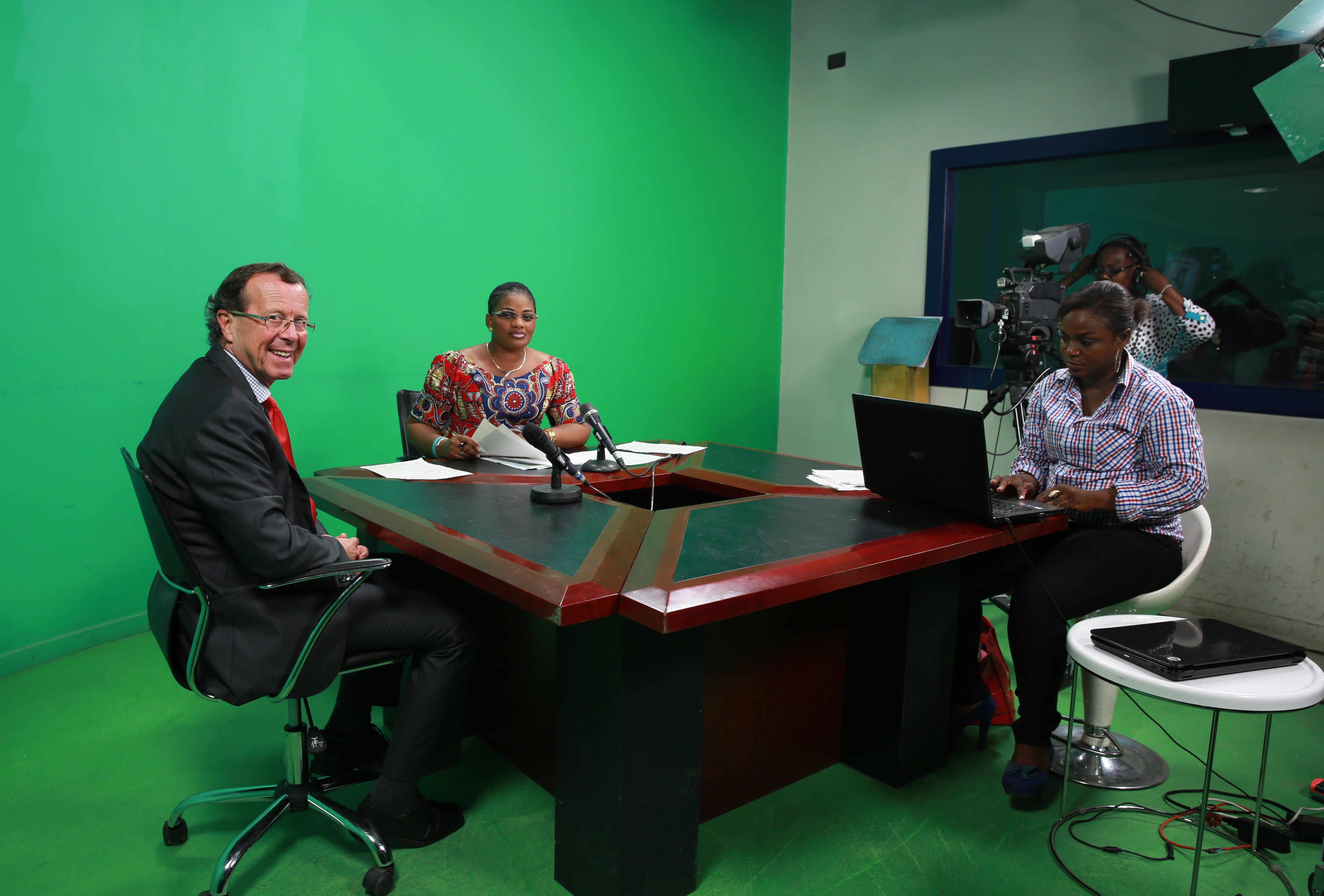
Studi della RTNC (2014).

La radiofonia fu introdotta in Congo nel 1940 dal governo generale del Congo belga, in età coloniale, con la creazione di Radio Congo Belge (RCB).
Quando il Paese ottenne l'indipendenza, nel 1960, Radio Congo Belge divenne la Radiodiffusion Nationale Congolaise (RNC).
Nel 1967, con i preparativi per l'introduzione della televisione, cambiò ancora nome in Radiodiffusion Télévision Nationale Congolaise (RTNC).
Nel 1976, sotto il regime di Mobutu, iniziarono le trasmissioni televisive effettive con la nascita del primo canale, l'odierno RTNC 1. 
Nel 1981, all'epoca dello Zaire, l'azienda subì un ulteriore cambio di nome in "Office Zaïrois de Radiodiffusion et de Télévision" (OZRT); era l'unico attore radiotelevisivo dall'entrata in vigore della legge del 1972, che stabiliva un regime di monopolio pubblico nell'emittenza.
Quando nel 1997 il partito AFDL di Laurent-Désiré Kabila andò al potere, lo Zaire tornò a chiamarsi Congo e, di conseguenza, il 17 maggio l'azienda tornò altrettanto al suo nome precedente, RTNC.
Nel 1999 nacque il secondo canale, RTNC 2.
Durante gli anni novanta il mercato radiotelevisivo fu liberalizzato, cosicché furono fondate aziende private concorrenti al servizio pubblico.
Il 22 settembre 2000 il Ministro della comunicazione Dominique Sakombi Inongo, a nome del governo di Laurent-Désiré Kabila, confiscò due canali televisivi privati, RTKM e Canal Kin Télévision, statalizzandoli e rinominandoli, il 30 ottobre, "RTNC3" e "RTNC4". Inongo giustificò la decisione del Governo per ciò che riguardava RTKM dicendo che «i fondi che erano serviti all'acquisizione delle attrezzature provenivano dal Tesoro pubblico»; non fu, però, apportata alcuna prova a sostegno di queste accuse. Quanto a Canal Kin, la sua sorte risentì del fatto che il suo promotore, Jean-Pierre Bemba, era divenuto capo dei ribelli. Questi canali furono restituiti ai loro proprietari alla fine del 2001.

## Servizi

### Televisione
| Nome   | Sede     | Тipo                                                        | Lancio | Lingua                                        |
| ------ | -------- | ----------------------------------------------------------- | ------ | --------------------------------------------- |
| RTNC 1 | Kinshasa | generalista                                                 |        | francese, kikongo, lingala, swahili, tshiluba |
| RTNC 2 | Kinshasa | intrattenimento (area metropolitana di Kinshasa e dintorni) |        | francese, kikongo, lingala, swahili, tshiluba |
| RTNC 3 | Kinshasa |                                                             |        | francese, kikongo, lingala, swahili, tshiluba |

### Radio

#### Nazionale
| Nome                  | Sede     | Тipo        | Lancio | Lingua                                        |
| --------------------- | -------- | ----------- | ------ | --------------------------------------------- |
| RTNC Chaîne Nationale | Kinshasa | generalista | 1945   | francese, kikongo, lingala, swahili, tshiluba |

#### Locale
- RTNC Kinshasa
- RTNC Bandundu
- RTNC Bukavu
- RTNC Goma
- RTNC Kat (Lubumbashi)
- RTNC Kindu
- RTNC Kisangani
- RTNC MbujiMayi
- RTNC Mbandaka

## Ricezione

### Terrestre
La radio di RTNC trasmette in AM e in FM; la televisione trasmette in standard DVB-T HD.

### Satellite[6]
| Satellite          | Eutelsat 36B                                        | Eutelsat 10B                                        | SES 5                                               | Rascom QAF 1R                                       | Rascom QAF 1R                                       | SES 4                                               |
| Posizione orbitale | 35.9° E                                             | 10.0 ° E                                            | 5.0° E                                              | 2.8° E                                              | 2.8° E                                              | 22.0° W                                             |
| Canali             | RTNC 1, RTNC 2, RTNC 3, RTNC Radio Châine Nationale | RTNC 1, RTNC 2, RTNC 3, RTNC Radio Châine Nationale | RTNC 1, RTNC 2, RTNC 3, RTNC Radio Châine Nationale | RTNC 1, RTNC 2, RTNC 3, RTNC Radio Châine Nationale | RTNC 1, RTNC 2, RTNC 3, RTNC Radio Châine Nationale | RTNC 1, RTNC 2, RTNC 3, RTNC Radio Châine Nationale |
| Frequenza          | 11387 V                                             | 3912 R                                              | 12380 H                                             | 3987 R                                              | 11218 V                                             | 12730 V                                             |
| SR                 | 30000                                               | 3600                                                | 27500                                               | 16300                                               | 26000                                               | 30000                                               |
| FEC                | 5/6                                                 | 3/4                                                 | 3/4                                                 | 5/6                                                 | 3/4                                                 | 3/4                                                 |
| Modulazione        | QPSK                                                | 8PSK                                                | QPSK                                                |                                                     | QPSK                                                | QPSK                                                |

### Streaming
RTNC in streaming